# Samsung Galaxy Note
O Samsung Galaxy Note é um smartphone tablet com sistema Android que foi anunciado pela Samsung na IFA 2011 em Berlim, outubro de 2011. O que atraiu a atenção no aparelho foi sua tela de 5.3" polegadas, menor que um tablet e maior, para um smartphone, além de vir com uma caneta Stylus incluída. Foi o primeiro Smartphone do mundo com tela HD Super AMOLED e o primeiro aparelho Android com recursos de uma caneta a SPen.

## Anúncio
O Galaxy Note foi anunciado pela Samsung durante a IFA 2011 em Berlim. Foi lançado para o público primeiramente no final de outubro de 2011 na Alemanha, com outros países seguindo logo depois. No final de novembro, ficou disponível para maiores mercados, como Ásia Oriental, Europa e Índia.
Em dezembro de 2011, a Samsung anunciou que 1 milhão de Galaxy Notes foram enviados em menos de 2 meses, e que a América do Norte iria receber uma variante em fevereiro de 2012. No início de janeiro de 2012, os celulares foram anunciados pela mídia norte-americana, preparando o lançamento para o público. O aparelho foi lançado no Brasil em 8 de dezembro de 2011.